# Установка вилучення бутадієну в Пуяні
Установка вилучення бутадієну в Пуяні — виробництво нафтохімічної промисловості у китайській провінції Хенань.
Головними виробниками бутадієна (основа найбільш поширених синтетичних каучуків) є нафтохімічні майданчики, у складі яких діють установки парового крекінгу. Втім, в окремих випадках екстракцію цього дієна здійснюють інші компанії, котрі переробляють фракцію С4. До останніх відноситься China National Bluestar (дочірня структура China National Chemical Corp), яка у 2017 році запустила в Пуяні установку вилучення бутадієну потужністю 50 тисяч тон на рік.